# Bousseviller
Bousseviller é uma comuna francesa na região administrativa do Grande Leste, no departamento de Mosela. Estende-se por uma área de 4.01 km², e possui 125 habitantes, segundo o censo de 2018, com uma densidade de 31 hab/km².